# Whiteout (comics)
Pour les articles homonymes, voir Whiteout.
Whiteout est une mini-série de comics américaine écrite par Greg Rucka et dessinée par Steve Lieber. Elle est parue de juin à novembre 1998.
Une adaptation cinématographique de ce comics est sortie en 2009.

## Résumé
La marshal des États-Unis, Carrie Stetko, est déshonorée après avoir assassiné un criminel dans une rage aveugle. En guise de punition, elle est envoyée à la station McMurdo, en Antarctique, où elle s'impose comme une personne avec laquelle il ne faut pas se frotter.
Peu après l'arrivée de Stetko, un corps est retrouvé dans la glace, entouré de mystérieux trous dans la neige. Le visage étant détruit, il est identifié grâce aux empreintes comme étant Alex Keller, membre d'une expédition scientifique. Stetko enquête sur les autres membres de l'expédition de Keller, en commençant par la gare Victoria. Après avoir rencontré l'agent britannique Lilly Sharpe, ils découvrent que les deux membres stationnés à la base ont été assassinés. Le tueur les attaque à ce moment-là. Il assomme Sharpe et poursuit Stetko à l'extérieur. Au cours de son évasion, Stetko attrape des engelures en touchant une poignée de porte sans gant et manque de mourir d'hypothermie avant que Sharpe ne la sauve.  
De retour à McMurdo, la main de Stetko est soignée par le docteur Furry, qui est obligé d'amputer deux de ses doigts. Malgré cet échec, Stetko, désormais aidé par Sharpe, apprend que deux autres membres de l'expédition se trouvent à la station du pôle Sud. Alors que Sharpe les trouve morts eux aussi, Stetko trouve un Keller étonnamment vivant. Il s'enfuit, mais est retrouvé dans l'avion qui a amené Stetko et Sharpe, avec plusieurs lingots d'or.   
Après que Sharpe a empêché Keller de tuer Stetko, elles le ramènent à McMurdo, où elles se rendent compte que la première victime est en fait un autre membre de l'équipe, Weiss, et que les meurtres ont été commis pour conserver l'or trouvé dans la neige, d'où les trous. Sharpe voit Furry parler avec le pilote Haden et se méfie des deux, car Keller aurait besoin d'un pilote pour l'aider à transporter l'or. Lorsque Furry se rend compte de ses soupçons, Haden tente de la tuer, mais s'enfuit lorsqu'elle le blesse. Craignant que l'incident ne mène à lui, Furry tente d'aider Haden à partir. Lorsque Haden, persuadé que Furry essaie de l'évincer, l'attaque, Furry le tue.     
Après avoir soigné Sharpe, Stetko force Keller à admettre l'implication de Furry. Ayant compris que Furry a dû falsifier les empreintes de la première victime, Stetko et Sharpe examinent l'un des corps et le trouvent plein de lingots d'or. Stetko arrête alors Furry et se prépare à affronter les froids mois d'hiver.     

## Publication
Quatre numéros furent publiés de juillet à novembre 1998 chez Oni Press et une suite, Whiteout: Melt, est parue l'année suivante.

## Prix et récompenses
- 2000 : Prix Eisner de la meilleure mini-série pour Fusion
- Le personnage de Carrie Stetko a été classé 44e dans la liste des "100 femmes les plus sexy de la bande dessinée" du Comics Buyer's Guide.

## Adaptation cinématographique
En 2009 sort Whiteout, film adapté de la série de comics. Réalisé par Dominic Sena et produit par Joel Silver et Susan Downey, le long-métrage met en scène Kate Beckinsale dans le rôle du marshal Carrie Stetko. Le film a rencontré un échec public et critique.

### Documentation
- Jean-Pierre Fuéri, « Glace tous risques », BoDoï, no 62,‎ avril 2003, p. 14.